# Olyan mint otthon
Olyan mint otthon (en hongarès És com a casa) és una pel·lícula dramàtica hongaresa del 1978 dirigida per Márta Mészáros i protagonitzada per Anna Karina.

## Sinopsi
Quan András, un marit infidel torna d'Amèrica al seu país natal, Hongria, sobretot per la nostàlgia, la seva ex-esposa està inclinada a no permetre que retorni a la seva vida en la seva vida. Tanmateix, es troba ràpidament embolicat en els plans de Zsuzsa, una noia pre-adolescent, qui el vol com a pare.

## Repartiment
- Zsuzsa Czinkóczi - Zsuzsa
- Jan Nowicki - Novák András
- Anna Karina - Anna
- Ildikó Pécsi - Zsuzsi anyja
- Kornélia Sallay - András anyja
- Ferenc Bencze - András apja
- Mária Dudás
- Éva Gyulányi
- Zsolt Horváth
- Éva Szabó - Éva
- László Szabó - Laci
- András Szigeti - Tsz-elnök
- Hédi Temessy - Klára asszony

## Premis
Fou guardonada amb una Conquilla de Plata al Festival Internacional de Cinema de Sant Sebastià 1978.